# Myasishchev M-55
O Myasishchev M-55 (Nome na OTAN: Mystic-B) é um avião para reconhecimento aéreo em alta altitude desenvolvida na União Soviética pela Myasishchev. É similar em sua missão e desenho da asa ao americano Lockheed U-2, mas com uma fuselagem tipo twin boom (duas caudas e dois estabilizadores verticais). Esta aeronave foi desenvolvida a partir do M-17. As diferenças incluem dois motores turbofan ao invés de um, e um maior peso máximo de decolagem (MTOW).

## Desenvolvimento
O M-55 foi pela primeira vez conhecido como M-17. Seu projeto iniciou-se em 1978 quando alguns engenheiros soviéticos procuraram alguma forma de interceptar balões não tripulados de reconhecimento americanos (por exemplo Projeto Genetrix). O primeiro voo do M-17 foi em 26 de Maio de 1982; esta aeronave logo foi detectada por observadores americanos. Com a introdução de outro modelo deste tipo, o interceptor M-17 tornaria-se mais tarde conhecido como M-17 Mystic-A. Em 28 de Março de 1990, o M-17 '17401' pilotado por Vladimir Arkhipenko bateu um recorde de 21.830 m (71.621 pés). Este ainda continua sendo um recorde para aeronaves na faixa de peso entre 16 e 20 toneladas. O M-17 bateu um total de 12 Recordes Mundiais da Fédération Aéronautique Internationale, 5 deles ainda permanecem até hoje.
O interceptador de balões M-17 encerrou as operações em 1987 e foi logo substituído pelo M-17RN, também conhecido como M-55 Geophysica, nomeado pela OTAN de Mystic-B. O primeiro deste modelo voou pela primeira vez em 1988,mas assim que a União Soviética foi às ruínas, a demanda militar diminuiu. Em 1994, a produção versão de reconhecimento foi oficialmente encerrada após apenas cinco aeronaves construídas.
No dia 21 de Setembro 1993, um M-55 pilotado por Victor Vasenkov no aeródromo de Akhtubinsk alcançou uma altitude de 21.360 m (70.078 pés) (O M-55 estando em classe mais pesada que o M-17). O M-55 bateu um total de 15 recordes mundiais, sendo todos ainda válidos.
Alguns M-55 Geophysica continuam em serviço, executando papéis de pesquisa. Um M-55 tornou-se parte de estudos na estratosfera no Ártico em 1996 e 1997. Experimentos similares foram realizados em 1999 na Antarctica.
Uma empresa baseada na Irlanda, Qucomhaps, focando-se no sudeste da Ásia, negociou com US$1 bilhão para usar o M55 como Estação de Plataforma de Alta Altitude para comunicações digitais.

## Variantes
- Subject 34
- M-17 Stratosphera
- M-17RN
- M-55 Geophysica
- M-55UTS
- Geophysica 2

## Operadores

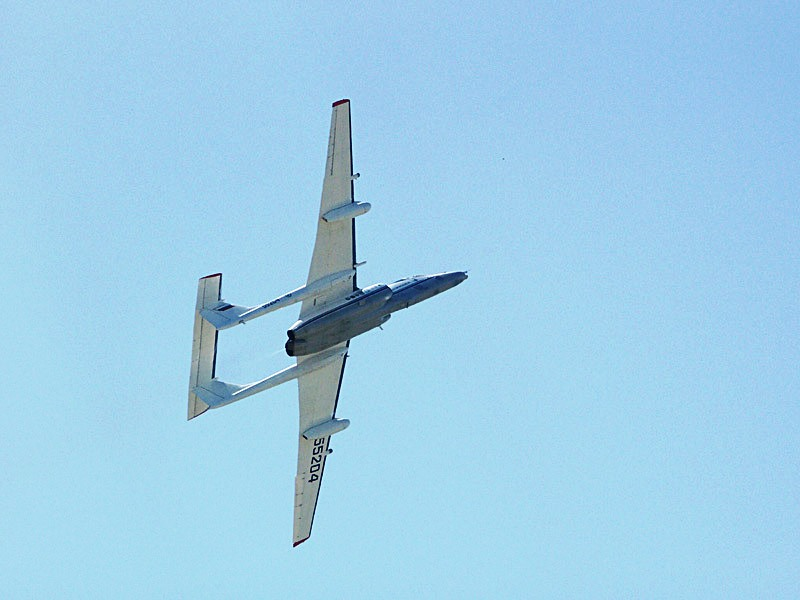
Myasishchev M-55 no MAKS Airshow 2005

União Soviética
- Força Aérea Soviética

 Rússia
- Força Aérea Russa